# 卢·阿尔巴诺
路易斯·文森特·阿尔巴诺（Louis Vincent Albano，1933年7月29日—2009年10月14日）是20世纪80年代美国职业摔跤手。阿尔巴诺最出名的名字是卢·阿尔巴诺队长。他还出现在辛蒂·羅波的音乐视频《女孩只想玩樂》中，并在《超级马里奥兄弟超级秀》系列游戏中扮演马力欧。